# Шацький Станіслав Теофілович
Станіслав Теофілович Шацький (1878—1934) — російський і радянський педагог-експериментатор, автор багатьох праць з питань виховання. Свою педагогічну діяльність розпочав у 1905 р. серед дітей і підлітків робочих околиць Москви, де разом з А. У. 3еленко та іншими педагогами створював перші в Росії дитячі клуби. B 1905 р. С. Т. Шацький і А. У. 3еленко відкрили в Москві клуб для дітей. У 1906 році створив товариство «Сетлемент», яке у 1908 р. було закрито поліцією за пропаганду соціалізму серед дітей, а сам Шацький заарештований. З 1910 р. керував товариством «Дитяча праця й відпочинок». У 1911 р. заснував літню дитячу колонію «Бадьоре життя». З 1919 по 1932 р. керує працями першої дослідної станції з народної освіти. З 1932 по 1934 р. директор Московської консерваторії і Центральної педагогічної лабораторії.

## Біографія
Станіслав Теофілович Шацький народився в с. Вороніно, нині в Духовщинському районі Смоленської області, що походив з дворянської сім'ї, велелюдною, з вираженими релігійними настроями (католицизм). Потім він помітить: «для заняття педагогікою потрібен певний склад душі…». У 1885 році він прийнятий в 6-у Московську гімназію, що вважалася на той час однією з кращих в Москві. Спогади про навчання в ній збереглися у книзі С. Т. Шацького «Роки шукань» (1 Ч.. «Стара школа»), де він описує, як у ній йшла постійна війна вчителів і учнів, яка ненадовго прервалася лише під час іспитів, коли інтереси тих і інших зближувалися. Характерний уривок: «після навчального року учні групами ідуть і палять або топлять підручники». Можливо, тому Шацький потім все життя проводив педагогіку співробітництва, що для того часу було досить незвично (чи не єдиним винятком тих років була школа Л.Толстого).
|  | «Моя педагогическая вера выросла из отрицания того, как меня учили и воспитывали», напише Станіслав Теофілович пізніше |

Через вісім років, в 1893 році, С. Шацький поступив в Московський університет (спочатку на Мехмат, потім переводиться на медичний факультет, але там довго не затримується), потім — в Петровську (Тимирязевську) сільськогосподарську Академію.
Останній перехід пояснювався просто: Шацький вже вирішив стати педагогом, при цьому за зразок для себе вважав у той час школу Л. Н. Толстого в Ясній Поляні, де учні багато уваги приділяли праці, особливо на землі, у полі. Оскільки Шацький вважав для себе необхідним робити все професійно, то він переходить у с/г академію на спеціальність агронома саме для того, щоб грамотно і вміло керувати заняттями своїх майбутніх учнів на землі. Однак як тільки він вирішив, що отримав необхідні знання, залишає академію, в 1905 році, не закінчивши її (незважаючи на очевидні успіхи і запрошення зайнятися науковою роботою по даному напрямку).
У 1899—1901 роках займався в Московській Консерваторії по класу вокалу у класі У. Мазетті. Заняття були настільки успішними, що, хоча він і не закінчив Консерваторію, його запросили в оперну групу Великого театру. У Консерваторії він знайомиться зі своєю майбутньою дружиною, Ст. Н. Дем'яновою, закінчила його з червоним дипломом по класу фортепіано. Але його цікавило інше — педагогіка.

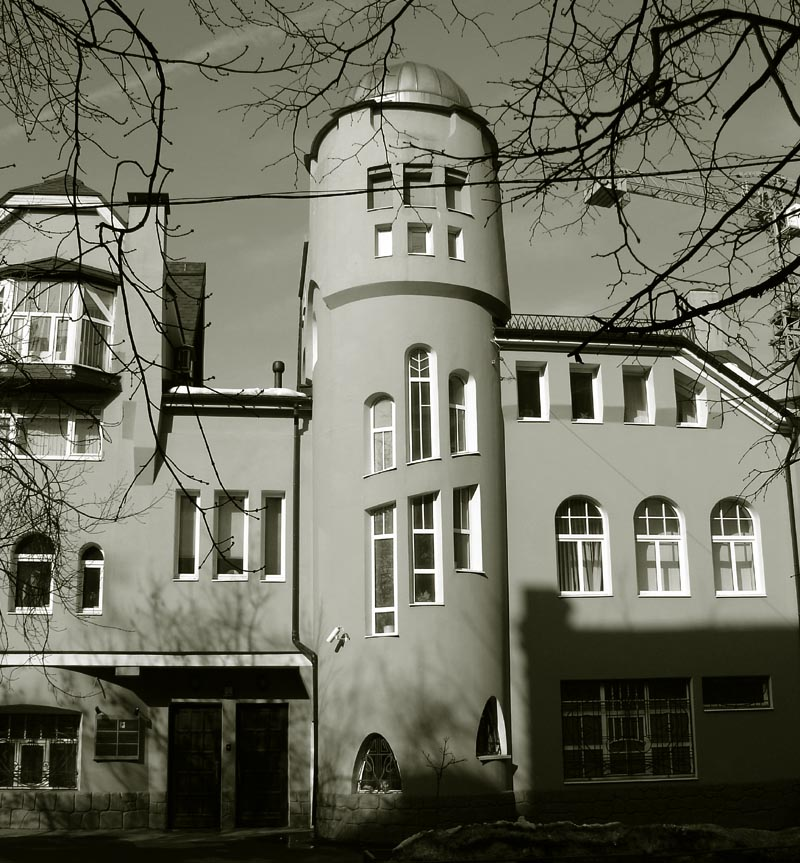
1907 Громадський клуб для робітничої молоді, на кошти Миколи Второва, розроблений і прямував Олександром Зеленко і Станіславом Шацьким

Свою педагогічну діяльність С. Т. Шацький почав зі спроби створення приватної школи, в чому йому було відмовлено, тому в 1905 році серед дітей і підлітків робочих околиць Москви він разом з архітектором А. У. 3еленко та іншими педагогами створює перші в Росії дитячі клуби. У 1906 році він організував товариство «Сетлемент» («Поселення» — з англ.), яке у 1908 році було закрито поліцією за пропаганду соціалізму серед дітей, а сам Шацький заарештований. З 1910 року керує суспільством «Дитяча праця й відпочинок». У 1911 році організував літню дитячу колонію «Бадьоре життя». З 1919 по 1932 рік за пропозицією А. В. Луначарського керує роботою першої дослідної станції з народної освіти. У 1932—1934 роках керував Центральною лабораторією експериментальної Наркомосу РРФСР і, одночасно, з 13 лютого 1932 року до своєї раптової смерті був директором Московської консерваторії.
Помер у Москві 30 листопада 1934 року, похований на новому Донському кладовищі.

## Педагогічні ідеї та внесок у розвиток вітчизняної педагогіки

### До 1917 року
Виникнення перших позашкільних закладів для дітей в Росії пов'язано з іменами С. Т. Шацького та А.с У. 3еленко. Створені в Москві в районі Бутирської слободи і Мар'їному гаї дитячі клуби та дитячий садок носили загальну назву «Дневной приют для приходящий детей». На момент 1906 року притулок відвідували близько 150 дітей. При притулку були відкриті майстерні (слюсарна, столярна, швейна). На базі притулку було організовано культурно-освітнє товариство «Сетлемент». Назва товариства було підказана досвідом створення в Америці сетлементів — поселень культурних, інтелігентних людей серед бідних верств населення для проведення просвітницької роботи. Товариство «Сетлемент», створене С. Т. Шацьким, А. У. Зеленко та іншими педагогами, ставило головною метою задоволення культурних і соціальних потреб дітей і молоді малозабезпеченої і малокультурної частини населення, фактично позбавленої можливості отримати шкільну освіту. Крім дитячого саду і дитячих клубів суспільство мало ремісничі курси і початкову школу. Товариство вело культурно-просвітницьку роботу серед дорослого населення. Практична робота з дітьми ґрунтувалася на педагогічній концепції, яку розробляли члени суспільства. Ця концепція виходила з необхідності створення умов, які допомогли б дітям жити багатим емоційним і розумовим життям. B навчанні упор був зроблений на засвоєнні практично значимих для життя дітей знань. Стосунки між педагогами і дітьми розумілися як відносини між старшими і молодшими товаришами. Велике значення надавалося вихованню y дітей почуття дружби, солідарності, колективізму. Незвичайним явищем для педагогічної практики того часу була організація дитячого самоврядування.
B 1908 році товариство було закрито за розпорядженням уряду, яке побачило в його діяльності спробу проведення соціалізму серед маленьких дітей. B наступному році С. Т. Шацький і його сподвижники створюють товариство «Дитяча праця й відпочинок». Була продовжена робота дитячого садка, клубу, початкової школи. Через обмеженість коштів товариство було не в змозі охопити велику кількість дітей. Керівники товариства шукали нові форми організації дітей.
B 1911 році товариство відкрило дитячу літню трудову колонію «Бадьоре життя» (на території сучасного міста Обнінськ). B створенні колонії велику роль зіграла Валентина Миколаївна Шацька (1882—1978), дружина С. Т. Шацького, згодом стала найбільшим фахівцем з проблем музичного виховання дітей. У цій колонії кожне літо жили 60-80 хлопчиків і дівчаток, які займалися в клубах товариства «Дитяча працю й відпочинок». Основою життя в колонії була фізична праця: приготування їжі, самообслуговування, благоустрій, робота на городі, в саду, в полі, на скотному дворі. Вільний час відводився для ігор, читання, бесід, постановок вистав-імпровізацій, занять музикою, співом. Аналізуючи досвід колонії, С. Т. Шацький зробив висновок, що фізична праця надає організуючий вплив на життя дитячого колективу. Трудові заняття дітей мали і освітнє значення, вони були джерелом знань про природу, сільськогосподарське виробництво, сприяли виробленню трудових навичок. Перші позашкільні установи багато в чому виконували компенсуючу функцію — заняття у цих закладах заповнювали відсутність y дітей шкільного освіти. Разом з тим вони допомагали влаштувати дозвілля дітей, сприяли збагаченню їхнього спілкування. Інноваційний характер перших позашкільних установ був обумовлений благородними мотивами їх засновників, а також новими педагогічними поглядами на питання виховання дітей.
B травні 1919 року С. Т. Шацький влаштовує на основі установ товариства «Дитяча праця й відпочинок» дослідно-показові установи Народного комісаріату освіти РРФСР, які склали Першу дослідну станцію з народної освіти. Сільське відділення станції в Калузькій губернії включало 13 шкіл першого ступеня, школи другого ступеня і чотири дитячих садка. Завдання методичного центру відділення виконувала колонія «Бадьоре життя». Міське відділення станції в Москві об'єднувало дитячий сад і школи першого та другого ступенів. До складу станції входили позашкільні установи для дітей і дорослих, а також курси з підготовки та підвищення кваліфікації вчителів. Дослідна станція вела роботу з дітьми, влаштовувала спільну роботу школи та населення по вихованню дітей, займалася дослідницькою діяльністю. За зразком Першої дослідної станції були створені й інші досвідчені станції Наркомосу, які проіснували до 1936 року.
Відомо, що С. Т. Шацький намагався створити дитяче виробництво (цегельний завод), але отримав відмову. Також невдало закінчилася і спроба стати депутатом місцевої ради.
С. Т. Шацький організував наукову школу, яку представляли А. А. Фортунатов, М. Н. Скаткін, Л. К. Шлегер, Ст. Н. Шацька та ін. Примітно, що ставший відомим і шановним академіком АПН СРСР М. Н. Скаткін, також як і сам Шацький, не мали диплома про вищу освіту. С. Т. Шацький вніс значний внесок у розробку питань змісту освіти в школі та підвищення ролі уроку як основної форми навчальної роботи. Під керівництвом С. Т. Шацького були розроблені методи педагогічного дослідження — соціально-педагогічний експеримент, спостереження, опитування.
У серпні 1932 року в Московській консерваторії, з ініціативи її директора С. Т. Шацького та професора Олександра Гольденвейзера було створено Дитяче відділення для підготовки здібних учнів до вступу у музичний вуз — майбутня центральна музична школа.

## Увічнення пам'яті С.Т.Шацького
Середня школа № 1 міста Обнінська з 1961 року носить ім'я С. Т. Шацького. Перед першою будівлею школи (зараз це будівля займає «Лінгвоцентр» і вечірня школа міста) встановлено бюст видатного педагога.

### Твори С.Т.Шацького
- Шацкий С. Т. Педагогические сочинения. В 4 т. Т. 1. [Архівовано 13 серпня 2020 у Wayback Machine.] (djvu) — М. : Изд-во Акад. пед. наук РСФСР, 1962. Тоже в pdf (с возм. поиска) [Архівовано 15 грудня 2017 у Wayback Machine.].
- Шацкий С. Т. Педагогические сочинения. В 4 т. Т. 2. [Архівовано 13 серпня 2020 у Wayback Machine.] — М. : Изд-во Акад. пед. наук РСФСР,1964. — включает в том числе «Система русского детского сада» (С. 55—58.)
- Шацкий С. Т. Педагогические сочинения. В 4 т. Т. 3. [Архівовано 11 березня 2016 у Wayback Machine.] — М. : Изд-во Акад. пед. наук РСФСР,1964.
- Шацкий С. Т. Педагогические сочинения. В 4 т. Т. 4. [Архівовано 13 серпня 2020 у Wayback Machine.] — М. : Изд-во Акад. пед. наук РСФСР,1965.
- Шацкий С. Т. Избранные педагогические сочинения: В 2 т. М., 1980.
- Материал для бесед с маленьким детьми. Выпуск I. Пособие для детских садов. Времена года. Фрукты. Овощи. Гиацинт. Приготовление игрушек / Составлено сотрудниками общества «Детский труд и отдых» под редакцией Л. К. Шлегер и С. Т. Шацкого. — М.: Грамотей, 1913. — 32 с.
- Материал для бесед с маленьким детьми. Выпуск III. Пособие для детских садов. Растения / Составлено сотрудниками общества «Детский труд и отдых» под редакцией Л. К. Шлегер и С. Т. Шацкого. — М.: Грамотей, 1914. — 32 с.
- «Бодрая жизнь» [Архівовано 23 січня 2018 у Wayback Machine.]. М.: Грамотей, 1915 г. (дореволюц. орфография, фото) на портале Б-ки им. Ушинского.
- «Бодрая жизнь». Впервые опубл.: «Народное образование» («Известия Московской городской думы», 1914, № 5 — 12). Отдельной книгой с незн. изм. и доп. («День в колонии» и выводы) вышла в 1915 г. (М., «Грамотей»)(htm, в переводе на совр. орфографию, без фото).
- Этапы новой школы. Сборник статей и докладов / Под ред. С. Т. Шацкого. — М.: Работник просвещения, 1923. — 144 с.
- Шацкая В. Н., Шацкий С. Т. Бодрая жизнь. Из опыта детской трудовой колонии. — М.: Госиздат, 1924. — 180 с. — (Педагогическая библиотека. Серия 2. № 1.).
- Шацкий С. Т. Годы исканий. — М.: Учпедгиз, 1935. — 152 с. — 10 000 экз. (Впервые опубл.: М., «Мир», 1924.)
- Шацкий С. Т. Избранные педагогические сочинения. — М.: Учпедгиз, 1958. — 432 с. — 5 000 экз.
- Шацкий С. Т. Избранные педагогические сочинения в 2-х томах. — М.: Педагогика, 1980. — Т. 1. — 304 с. — (Педагогическая библиотека). — 30 000 экз.
- Шацкий С. Т. Избранные педагогические сочинения в 2-х томах. — М.: Педагогика, 1980. — Т. 2. — 416 с. — (Педагогическая библиотека). — 30 000 экз.
- Шацкий С. Т. Работа для будущего / Сост. В. И. Малинин, Ф. А. Фрадкин. — М.: Просвещение, 1989. — 224 с. — 80 000 экз.

### Про С.Т.Шацького
- Беляев В. И. Становление и развитие инновационной концепции С. Т. Шацкого. — М.: МНЭПУ, 1999.
- Бершадская Д. С. Педагогические взгляды и деятельность С. Т. Шацкого. — М.: Изд-во АПН РСФСР, 1960.
- Дополнительное образование детей: Учебное пособие для студентов высших учебных заведений / Под ред. О. Е. Лебедевой.— М., 2003.
- Шацкий С. Т. Работа для будущего. Документальное повествование. Книга для учителя. / Сост.: В. И. Малинин, Ф. А. Фрадкин. М., 1989.
- Скаткин М. Н. С. Т. Шацкий о всестороннем развитии детей. — М.: Знание, 1977. — 64 с.
- Революция — искусство — дети. Материалы и документы. Часть 1. 1917—1923 / Сост. Н. П. Старосельцева. — 2-е, дораб. — М.: Просвещение, 1987. — 240 с.
- Малинин Г. А., Фрадкин Ф. А. Воспитательная система С. Т. Шацкого. [Архівовано 13 серпня 2020 у Wayback Machine.];— М.: Прометей, 1993. — 176 с.
- Опыт С. Т. Шацкого и современность (к 125-летию со дня рождения). Сборник статей. — Обнинск, 2003. — 124 с.
- Уильям Партлетт. Культурная война в сельской школе. Калужский школьный комплекс С. Т. Шацкого в 1919—1927 гг. // Русский сборник. Исследования по истории России. — М.: Модест Колеров, 2006. — Т. III. — 368 с. — 500 экз. — ISBN 5-91150-005-1.

- Коротка біографія і могила Шацьких на Донському кладовищі